# Барда (отход производства этилового спирта)
Барда́ — отход производства этилового спирта.

## Описание
Спиртовая барда представляет собой светло-желтую жидкость с неприятным запахом и кислинкой. В ней содержится до 6% сухих веществ, а из каждого литра спирта непосредственно получается до 13 литров барды. Как и многие промышленные отходы, барда используется для самых разных целей — от удобрения в сельском хозяйстве, кормов для скота до приготовления пищи.
При производстве кристаллического сахара из сахарной свëклы, помимо собственно сахара, получают побочные продукты — свекловичный жом и мелассу. Ферментацией последней получают этиловый спирт, аскорбиновую кислоту, а также ряд других продуктов. После изъятия требуемого продукта (этанола, аскорбиновой кислоты и т. д.), оставшуюся жидкость именуют «бардой». Содержание сухого вещества изначально не превышает 6 %, однако технологии производства кормовых добавок потребовали более концентрированного продукта, и в настоящее время большинство производителей проводят дегидратацию барды с повышением концентрации сухих веществ до уровня 35-40 % и выше. В китайской кухне практикуют маринование морепродуктов, в частности, крабов и креветок в барде.
В некоторых странах Азии и Латинской Америки первичную барду могут использовать в качестве удобрения путём прямого внесения в почву. Однако такая практика в последнее время ограничивается со стороны государственных органов, в связи с неизученностью всех аспектов влияния (в том числе микробиологического) барды на почву, грунтовые воды и сами растения.

## Характеристика
Высокое органическое содержание барды объясняется наличием лигнина, сахара, гемицеллюлозы, декстрина, смолы и органической кислоты, а также цветом. Цвет барды в основном обусловлен наличием меланоидина, который возникает в результате неферментативной реакции между восстановлением сахара и аминосоединений посредством так называемой реакции Майяра. Помимо меланоидинов, цвет сточных вод спиртовых заводов по производству патоки обусловлен полифенолами, продуктами щелочного разложения гексоз и карамелью в различных концентрациях. Органическая фракция, выраженная как химическая потребность в кислороде (ХПК), и меланоидины являются критическими загрязнителями алкогольной промышленности.

## Утилизациябарды иохрана окружающей среды
С одной стороны, барда — это отходы, вызывающие загрязнение окружающей среды. Поэтому запрещается сбрасывать барду в водоёмы или в канализацию без предварительной переработки (закон РФ «О государственном регулировании производства и оборота этилового спирта, алкогольной и спиртосодержащей продукции», ст.8, п.5; в других странах есть аналогичные нормы).
С другой стороны, барда, благодаря содержанию клетчатки, углеводов, белка и микроэлементов, является вторичным сырьевым ресурсом, она может служить сырьём для производства корма для животных и других полезных продуктов.
В настоящее время на большинстве спиртовых заводов мира барду тем или иным образом перерабатывают, в основном на корма. Иногда её используют в качестве корма в непереработанном виде, но это неудобно, так как барда очень недолго хранится, а перевозить её невыгодно.
В СССР с 1970-х годов проводились эксперименты по использованию барды в качестве пластификатора бетонных и цементно-песчаных смесей. Эксперименты ставили целью внедрение данного отхода в оборот с целью минимизации рисков сброса барды, как отхода, в окружающую среду. Однако данные эксперименты не получили дальнейшего развития, по основным трём причинами: 
- обилие отходов сульфитной варки целлюлозы в стране — лигносульфонатов (до 12 заводов в период РСФСР 1970-80-х);
- крайне низкой концентрации сухого вещества в барде, что делало невыгодной её применения за пределами 80-100 км радиуса от мест производства (спиртзаводов);
- успешное использование барды (а также её предшественника мелассы) для обогащения кормов для животных[6].

## Негативное влияние
Одним из факторов, ограничивающих широкое применение барды, является её подверженность микробиологической атаке. Это связано с её быстрой порчей из-за развития микрофлоры, начала маслянокислого брожения, плесневения, что требует внедрения биоцидов, которые, в свою очередь, крайне нежелательный компонент при производстве кормов для животных (опасность проникновения в молоко, снижение иммунитета животных и прочее).
Барда может использоваться для получения биогаза.